# Туаньфэн
Туаньфэ́н (кит. упр. 团风, пиньинь Tuánfēng) — уезд городского округа Хуанган провинции Хубэй (КНР).

## История
В античные времена здесь располагалось царство Сянь (弦国), которое впоследствии было поглощено царством Чу. Также в античные времена на территории современной провинции Шаньдун существовало царство Чжу (Цзоу) — 邾国. После того, как оно было завоёвано царством Чу, правившая в нём семья была переселена в эти места — так в местных названиях появился топоним «Чжу».
После того, как царство Цинь завоевало все прочие царства и создало первую в китайской истории централизованную империю, то эти места сначала вошли в состав округа Наньцзюнь (南郡), а затем был создан округ Хэншань (衡山郡), и его власти разместились именно здесь. После смерти в 209 году до н. э. императора Цинь Шихуана созданная им империя начала разваливаться, и эти земли вошли в состав провозглашённого полководцем Сян Юем государства Чу. Сян Юй сделал У Жуя «Хэншаньским князем» (衡山王), а административный центр уезда Чжусянь (邾县) стал столицей Хэншаньского княжества (衡山国). Однако Сян Юй проиграл борьбу за власть Лю Бану; У Жуй покорился Лю Бану, его титул был изменён на «Чаншаский князь» (长沙王), и он переехал в Чанша. После того, как Лю Бан объединил страну в империю Хань, уезд Чжусянь был передан в состав Хуайнаньского княжества (淮南国), однако затем был вновь восстановлен округ Хэншань.
В 164 году до н. э. для одной из линий потомков Лю Бана опять было создано Хэншаньское княжество. В 120 году до н. э. за участие в заговоре хэншаньский князь Лю Цы был казнён, а княжество было ликвидировано. В следующем году был расформирован округ Хэншань, а воссозданный уезд Чжусянь перешёл в состав округа Цзянся (江夏郡).
В начале III века эти места перешли под власть Сунь Цюаня и вошли в состав созданного им государства У. В 208 году из округа Цзянся был выделен округ Цичунь (蕲春郡), и уезд Чжусянь вошёл в его состав.
После объединения китайских земель в империю Цзинь, а также в последующую эпоху Южных и Северных династий административное устройство этих земель не раз радикально менялось; в частности, были созданы область Хуанчжоу (власти которой размещались на землях современного Хуанпи). После объединения китайских земель в империю Суй было произведено очередное изменение административно-территориального деления, и область Хуанчжоу с 583 года стала состоять из двух уездов: Наньань (南安县) и Мулань (木兰县). В 585 году власти Хуанчжоу переехали в бывший административный центр области Хэнчжоу (на землях современного Мачэна). В 598 году уезд Наньань был переименован в Хуанган (黄冈县). В 607 году область Хуанчжоу была переименована в округ Юнъань (永安郡), а её власти переехали в уезд Хуанган.
После смены империи Суй на империю Тан округ Юнъань в 620 году вновь стал областью Хуанчжоу. В 885 году власти области Хуанчжоу переехали на 60 км на восток, на место бывшего административного центра бывшего уезда Чжусянь. Во времена империи Сун власти области Хуанчжоу опять переехали на новое место.
После монгольского завоевания и образования империи Юань в 1277 году был создан Хуанчжоуский регион (黄州路), в который вошли уезды Хуанган, Мачэн и Хуанпи. В 1351 году Хуанчжоуский регион был занят повстанческими войсками под руководством Сюй Шоухуэя. После основания империи Мин Хуанчжоуский регион был в 1368 году переименован в Хуанчжоускую управу (黄州府). После Синьхайской революции в Китае была проведена реформа структуры административно-территориального деления, и области с управами были упразднены.
В 1949 году был образован Специальный район Хуанган (黄冈专区), состоящий из 8 уездов; власти специального района разместились в уезде Хуанган (黄冈县), а власти уезда Хуанган разместились в посёлке Туаньфэн. В 1951 году место размещения властей специального района стало посёлком Хуанчжоу (黄州镇), выделенным из состава уезда и подчинённым напрямую властям специального района. В 1952 году западная часть уезда Хуанган была выделена в отдельный уезд Синьчжоу; также из частей уездов Лотянь, Мачэн и Хуанган был образован уезд Бинбао (兵堡县), впоследствии переименованный в Шэнли (胜利县). В 1955 году уезд Шэнли был расформирован, а посёлок Хуанчжоу вошёл в состав уезда Хуанган; власти уезда Хуанган переехали в посёлок Хуанчжоу.
В 1970 году Специальный район Хуанган был переименован в Округ Хуанган (黄冈地区). 19 августа 1983 года постановлением Госсовета КНР были расформированы уезд Эчэн, город Эчэн и посёлок Хуанчжоу уезда Хуанган (黄冈县), а на их месте образован городской округ Эчжоу, подчинённый напрямую властям провинции Хубэй. В феврале 1987 года был расформирован район Хуанчжоу городского округа Эчжоу, а на его месте был вновь образован посёлок Хуанчжоу, возвращённый в состав уезда Хуанган.
В декабре 1990 года был расформирован уезд Хуанган, а вместо него образован городской уезд Хуанчжоу (黄州市).
23 декабря 1995 года постановлением Госсовета КНР были расформированы округ Хуанган и городской уезд Хуанчжоу, и образован городской округ Хуанган; на месте бывшего городского уезда Хуанчжоу были образованы район городского подчинения Хуанчжоу и уезд Туаньфэн.

## Административное деление
Уезд делится на 8 посёлков и 2 волости.